# Rumunia na Letnich Igrzyskach Olimpijskich Młodzieży 2010
Rumunię na Letnich Igrzyskach Olimpijskich Młodzieży 2010 w Singapurze reprezentowało 30 sportowców w 12 dyscyplinach.

## Skład kadry

### Boks
- Alexandru Marin

### Gimnastyka
- Bulimar Diana
  - ćwiczenia na macie  srebrny medal
- Muntean Andrei
  - ćwiczenia na obręczach  złoty medal
  - ćwiczenia na drążkach  srebrny medal

### Judo
- Pop Alexandra Maria
- Visan Ioan Vlad

### Kajakarstwo
- Liferi Andrei

### Lekkoatletyka
Chłopcy:
- Claudiu Cimpoeru
- Laurentiu Rosu

Dziewczęta:
- Monica Florea
- Bianca Razor – bieg na 400 m  srebrny medal
- Bianca Lazar Fazecas
- Alina Rotaru – skok w dal  srebrny medal
- Ana Rosianu
- Dana Loghin

### Pływanie
- Marius Radu
  - 50 m. st. dowolnym – 10 miejsce w półfinale (23.50)
  - 100 m. st. dowolnym – 6 miejsce w finale (50.76)
- Razvan Tudosie
  - 50 m. st. zmiennym – 3 miejsce (28.69)  brązowy medal
  - 100 m. st. zmiennym – 11 miejsce w półfinale (1:04.84)
- Carina Macavei
  - 100 m st. grzbietowym – 22 miejsce w kwalifikacjach (1:06.27)
- Alexandra Dobrin
  - 100 m st. grzbietowym – 25 miejsce w kwalifikacjach (1:06.31)
  - 200 m st. grzbietowym – 23 miejsce w kwalifikacjach (2:22.90)

### Podnoszenie ciężarów
- Aanei Andreea
- Croitoru Florin Ionut

### Szermierka
- Ciovica Lucian
- Tataran Amalia Alexandra
- Sirbu Dragos Sebastian

### Strzelectwo
- Ion Stefan Rares
- Morar Alexandra Silvia

### Tenis
- Dinu Cristina

### Tenis stołowy
- Szocs Bernadette Cynthia

### Wioślarstwo
- Buzdugan Madalina
- Gigica Ana Maria
- Prundeanu Ioan  brązowy medal